# Taenaris luna
Taenaris luna är en fjärilsart som beskrevs av Hans Ferdinand Emil Julius Stichel 1905. Taenaris luna ingår i släktet Taenaris och familjen praktfjärilar. Inga underarter finns listade i Catalogue of Life.